# Michael Begley
Michael Begley (22. september 1872 i Dublin – 24. august 1938 i St. Louis) var en amerikansk roer som deltog i OL 1904 i St. Louis.
Begley vandt en sølvmedalje i roning under OL 1904 i St. Louis. Han kom på en andenplads i firer uden styrmand sammen med Frederick Suerig, Martin Formanack og Charles Aman. Mandskabet repræsenterede Mound City Rowing Club, St. Louis.